# Jean-François Burgelin
Pour les articles homonymes, voir Burgelin.
Jean-François Burgelin, né le 17 décembre 1936 à Metz et mort le 17 février 2007 à Versailles, est un magistrat français.
Il est notamment procureur général près la Cour de cassation.

## Biographie
Fils de Pierre Burgelin, professeur d'université et de Françoise Cazamian son épouse, il est baptisé le 28 décembre 1937, au domicile de ses parents, par le pasteur du Temple-Neuf. Marié le 9 septembre 1960 avec Berthe du Mesnil du Buisson, il en eut trois fils, Charles-Henri, Denis et Guillaume. 
Licencié en droit et titulaire d'un diplôme d'études supérieures de droit privé, il réussit le concours d'entrée au Centre National d'études judiciaires (CNEJ) en 1960. Il devient substitut du procureur au tribunal de grande instance de Nancy en 1965. Nommé premier juge à Pontoise en 1973, il rejoint en 1975 la cour d'appel de Paris, où il exerce les fonctions de secrétaire général de la première présidence. 
Chargé de mission auprès du secrétaire d'État aux travailleurs immigrés, Paul Dijoud, en 1976, il est nommé en 1977 secrétaire du Conseil supérieur de la magistrature. 
En 1978, il fut nommé par le garde des sceaux Alain Peyrefitte directeur de l'École nationale de la magistrature (ENM) (1978-1981), poste dont il sera écarté par Robert Badinter en 1981 par sa nomination comme vice-président du tribunal de Paris. 
Nommé en 1982, président de chambre à la cour d'appel de Paris. De 1986 à 1988, il est directeur du cabinet du garde des sceaux, ministre de la justice, Albin Chalandon. 
Conseiller à la Cour de cassation depuis décembre 1986, en 1994 il est promu procureur général près la Cour d'appel de Paris. Il s'y attire des critiques en prônant le dessaisissement du juge Éric Halphen dans l'affaire Schuller-Maréchal, puis en estimant qu'aucun délit n'était constitué dans l'affaire de l'appartement parisien d'Alain Juppé. En 1996, en défendant une « très grande prudence » dans la lutte contre la corruption, le haut magistrat avait de nouveau provoqué de vifs débats. 
En 1996 il est nommé procureur général près la Cour de cassation et près la Cour de Justice de la République par le gouvernement d'Alain Juppé.
En cette dernière qualité, il requit le 11 juin 1998 un non-lieu en faveur des ministres socialistes Laurent Fabius, Georgina Dufoix et Edmond Hervé dans le procès du sang contaminé. Le 24 février 1999, à l'audience de la cour, il demandait encore la relaxe des trois ministres, obtenant celle des deux premiers.
En 2000, il fut violemment mis en cause par le député (PS) Arnaud Montebourg qui l'avait l'accusé de bloquer l'instruction de l'affaire des emplois fictifs du RPR susceptible de mettre en cause Jacques Chirac. Le Conseil supérieur de la magistrature (CSM) avait défendu Jean-François Burgelin, estimant que ces attaques portaient « atteinte à l'autorité de l'institution judiciaire ». En 2001, le chef de l'État lui a personnellement remis les insignes de commandeur de la Légion d'honneur en saluant « l'indépendance totale » du magistrat et en dénonçant « une attaque injustifiée ».
En 2004, quelques mois avant de prendre sa retraite, il est chargé par les ministres de la Santé et de la Justice d'une mission de réflexion sur les criminels malades mentaux. Il a ainsi proposé pour la première fois en France la création de « centres fermés de protection sociale », lieux dans lesquels pourraient être maintenues enfermées à vie les personnes dangereuses. À la fin de l'année 2004, il est en outre médiateur dans le conflit qui oppose Bernard Tapie au Consortium de réalisation (CDR) dans la vente d'Adidas.
Il a pris sa retraite avant la limite d'âge, en décembre 2004, pour raison de santé.
Membre de l'Association professionnelle des magistrats (APM), il a rapidement acquis la réputation d'un magistrat proche de la droite. Il s'est plusieurs fois prononcé en faveur d'une réforme de la justice axée sur la suppression des juges d'instruction, l'instauration d'une procédure accusatoire à l'anglo-saxonne et la création d'un procureur général de la Nation.
Membre de la Commission nationale consultative des droits de l'homme (CNCDH).

## Ouvrages
- Raison pour la justice (1986) sous le pseudonyme Solon avec deux autres magistrats, Jean-Marie Coulon et Jean Léonet
- Le Procès de la justice (2003), écrit avec l'avocat Paul Lombard.
- La justice dans la balance (2006)

## Pour approfondir